# ブラック・レベル・モーターサイクル・クラブ
ブラック・レベル・モーターサイクル・クラブ（Black Rebel Motorcycle Club）は、アメリカ合衆国のサンフランシスコ出身のスリーピース・ロックバンドである。カリフォルニアを拠点として活動している。略称は「B.R.M.C.」であり、アルバムなどにおいてもこの略称が使用されている。

## 来歴
1998年、サンフランシスコにて当時高校生だったピーターとロバートが出会ったことをきっかけに結成された。その後、ドラマーとしてイギリスから越してきたばかりのニック・ジャゴーが加入。結成当初はバンド名を「ジ・エレメンツ」と名乗るも、すでに同名のバンドが存在することが判明し、「ブラック・レベル・モーターサイクル・クラブ」に改名。
2001年にファースト・アルバム『ブラック・レベル・モーターサイクル・クラブ登場 (B.R.M.C.)』でメジャー・デビュー。レッド・ツェッペリンを匂わせるようなクラシカル・ハード・ロックや、ザ・ヴァーヴ、ソニック・ユース、ジーザス&メリーチェインを彷彿とさせるサイケデリック・ロック調のサウンドで、当時盛り上がりを見せていたロックンロール・リバイバルをザ・ストロークスらと共に牽引した。
2003年に発表したセカンド・アルバム『テイク・ゼム・オン、オン・ユア・オウン』では、これまでよりダイレクトかつ即効性の強いサウンドを打ち出し、2005年の3作目のアルバム『ハウル』では、ボブ・ディランや初期のローリング・ストーンズらのようなアメリカン・ルーツ・ミュージック的な音作りに転じた。また、同年に公開された映画『9 Songs ナイン・ソングス』に出演し、プライマル・スクリームやザ・ダンディ・ウォーホルズ、スーパー・ファーリー・アニマルズ、フランツ・フェルディナンドなどと並んで劇中のライブ・シーンでパフォーマンスも披露している。
前作からの揺り戻しのように熱くダイナミズムあふれる轟音を炸裂させた、2007年の4作目のアルバム『ベイビー81』までコンスタントにリリースを重ねてきたが、2008年にこれまで度々休止と復帰を繰り返していたドラマーのニックが脱退。その後、デンマークのバンド、ザ・レヴォネッツのツアー・ドラマーとして活動していたリア・シャピロが新ドラマーとして正式加入し、自主レーベルのアブストラクト・ドラゴンを設立。同年に配信限定のインストゥルメンタル・アルバム『The Effects of 333』をリリースした。
2010年にそれまでのキャリアの集大成とも言える多彩な作風の5作目のアルバム『ビート・ザ・デビルズ・タトゥー』を発表した。アルバムのタイトルは当時、リアが所有していたエドガー・アラン・ポーの短編集に由来し、それを読んだロバートがその中にあったタイトルを気に入り、命名したものである。
2013年に発表された6作目のアルバム『スペクター・アット・ザ・フィースト』はフー・ファイターズのデイヴ・グロールのスタジオでレコーディングし、グループ史上もっとも大きなスケールを獲得した。
2018年、前作から5年ぶりとなる7作目のアルバム『ロング・クリーチャーズ』を発表。

## エピソード
バンド名
由来は暴走族を題材にした、マーロン・ブランド主演の映画「乱暴者」に登場する、バイカー・ギャングのチーム名から。
ロバートの父親
アメリカのロックバンド、ザ・コールのボーカリストであるマイケル・ビーンを父に持つロバートだが、バンド結成当初はそのことを隠していた。しかし、マイケルがサウンド・クルーとしてツアーに同伴するようになってからはロバートも関係をオープンにするようになった。
2010年8月のベルギーの音楽フェスティバルに出演した際に、パフォーマンス直後のバックステージでマイケルが心臓発作を起こし、そのまま帰らぬ人となった（60歳没）。その後、10月にリリースとなったバンドのライブDVDが、マイケルがミキサーとして関わった最後の作品となった。

## メンバー
- ピーター・ヘイズ（Peter Hayes）- ボーカル、ギター (1998年– )
- ロバート・レヴォン・ビーン（Robert Levon Been）- ボーカル、ベース (1998年– )
- リア・シャピロ（Leah Shapiro）- ドラムス (2008年– )

### 旧メンバー
- ニック・ジャゴー（Nick Jago）- ドラムス (1998年–2004年、2005年–2008年)

## ディスコグラフィ

### スタジオ・アルバム
- 『ブラック・レベル・モーターサイクル・クラブ登場』 - B.R.M.C. (2001年)
- 『テイク・ゼム・オン、オン・ユア・オウン』 - Take Them On, On Your Own (2003年)
- 『ハウル』 - Howl (2005年)
- 『ベイビー81』 - Baby 81 (2007年)
- The Effects of 333 (2008年)
- 『ビート・ザ・デビルズ・タトゥー』 - Beat the Devil's Tattoo (2010年)
- 『スペクター・アット・ザ・フィースト』 - Specter at the Feast (2013年)
- 『ロング・クリーチャーズ』 - Wrong Creatures (2018年)
- Black Tape EP (2024年)

## 日本公演
- 2002年
  - 7月26日、新潟 苗場スキー場 - フジロックフェスティバル
- 2003年
  - 10月21日、大阪 心斎橋CLUB QUATTRO
  - 10月22日、愛知 名古屋CLUB QUATTRO
  - 10月24日、東京 Zepp Tokyo
- 2008年
  - 1月9日、大阪 心斎橋soma
  - 1月11日、東京 渋谷duo MUSIC EXCHANGE
- 2010年
  - 8月8日、千葉 幕張メッセ - SUMMER SONIC TOKYO
- 2013年
  - 11月23日、神奈川 横浜ベイホール
  - 11月25日、東京 恵比寿LIQUIDROOM
  - 11月26日、大阪 梅田CLUB QUATTRO
- 2019年
  - 4月30日、神奈川 横浜ベイホール
  - 5月1日、大阪 梅田Shangri-La